# Diaľnica D3
Die Diaľnica D3, manchmal auch als „Kysuce-Autobahn“ (slowakisch Kysucká diaľnica) bezeichnet, bis 1999 D18, ist eine Autobahn im Norden der Slowakei. Im Endausbau soll die 60 km lange Autobahn die Autobahn D1 bei Dolný Hričov und die Stadt Žilina mit dem Autobahngrenzübergang Skalité-Zwardoń an der polnischen Grenze verbinden. Die Autobahn ist Teil der Europastraße E 75, zu einem kleineren Teil auch der E 50 und E 442 sowie Teil des VI. Paneuropäischen Verkehrskorridors (Danzig – Łódź – Žilina – Bratislava – Budapest – Belgrad – Athen).
Derzeit sind zwei zusammenhängende Streckenabschnitte freigegeben: Dolný Hričov–Žilina, Brodno (12,7 km, Vollausbau), Oščadnica–polnische Grenze bei Skalité (25,1 km, davon nur 5,7 km Vollausbau).
Die Strecke zwischen dem Autobahnknoten Žilina (0) und der Ausfahrt Žilina-sever (13) ist von der slowakischen Vignettenpflicht ausgenommen.

## Geschichte

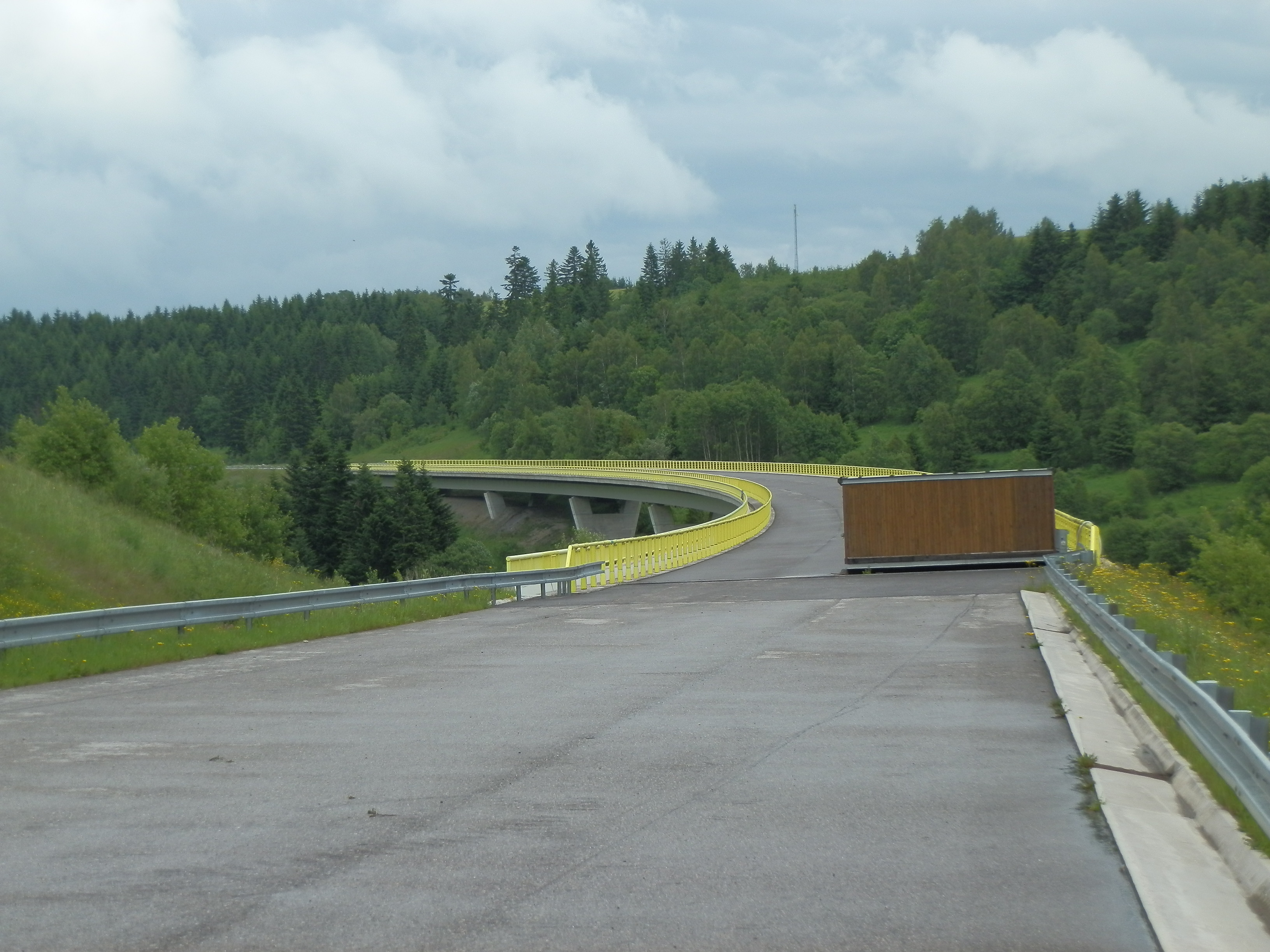
Lange Jahre eine Investitionsruine: baulich fertiggestelltes, aber wegen fehlender Anbindung nicht freigegebenes Teilstück bei Skalité (Foto vom Juni 2012)

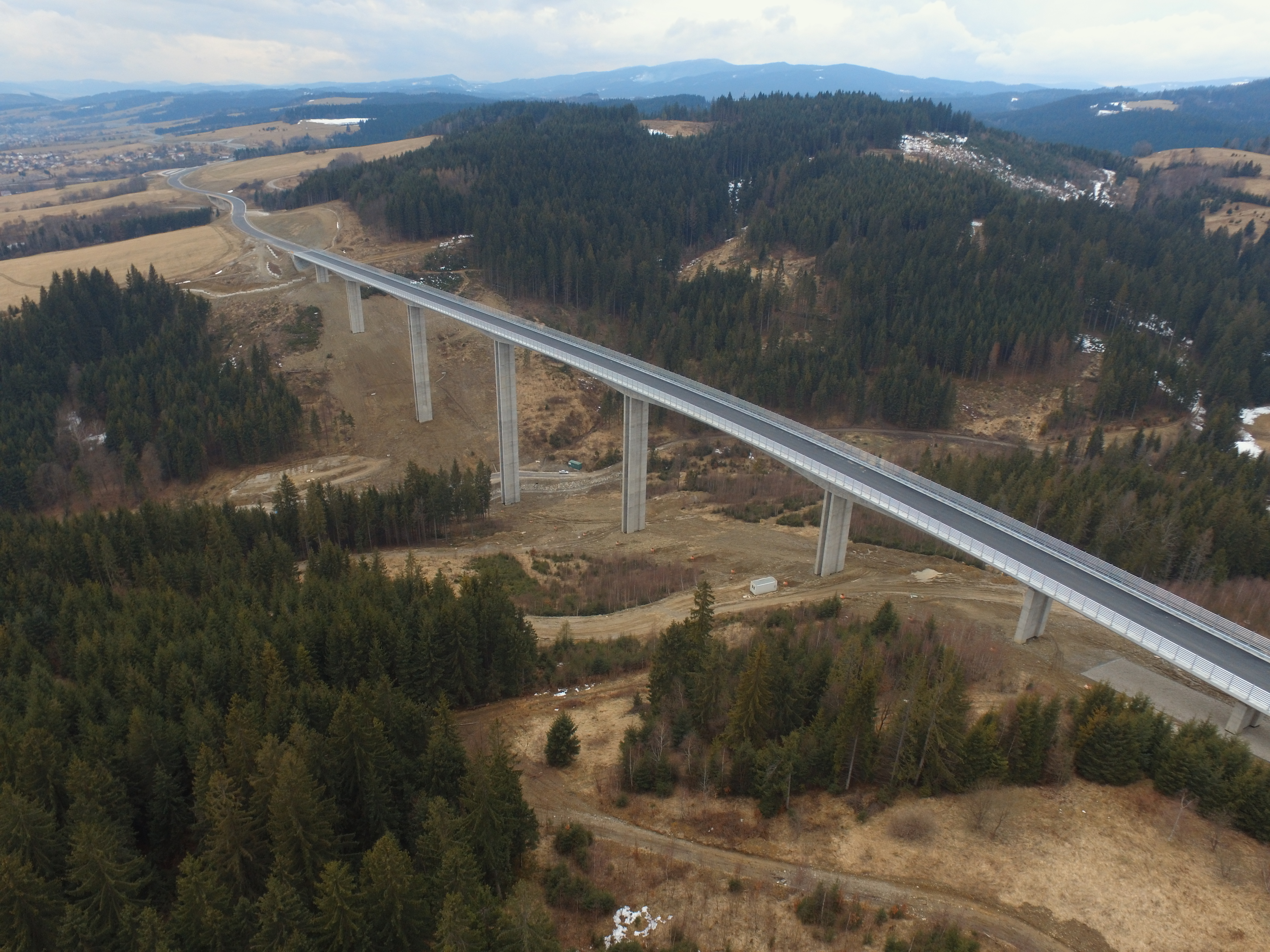
Fast fertige Talbrücke Valy im März 2017, drei Monate vor der Eröffnung

Der Bau begann im April 1996 mit dem 4 km langen Abschnitt Ošcadnica–Čadca, Bukov, der als Verlegung der Straße 1. Ordnung 11 (administrativ I/11A) geplant wurde, obzwar auf der Richtungsfahrbahn Žilina der zukünftigen Autobahn errichtet. Als zweiter Abschnitt ging das 3,2 km lange Teilstück Skalité–polnische Grenze im November 1997 in Bau, als die ganze Autobahn noch als D18 bekannt war. 1999 wurde die Trasse der Autobahn als D3 neu konzipiert, dabei wurde unter anderem die bisher geplante Anbindung an die D1 südlich von Žilina zugunsten der heutigen Trassenführung aufgegeben. Wegen fehlenden finanziellen Mitteln verlangsamte sich der Bau, sodass die erste Strecke bei Čadca erst am 29. Oktober 2004 zusammen mit dem Tunnel Horelica dem Verkehr freigegeben wurde. Der Abschnitt Skalité-polnische Grenze mit der geplanten Fertigstellung im November 2000 konnte hingegen jahrelang nicht freigegeben werden, da am slowakischen Ende des Abschnitts keine Anbindung an existierendes Straßennetz bestand und war somit nutzlos. Dadurch erhoben sich bei Skalité bis 2017 vier Brücken, die nur „so da“ standen.
Durch den Bau des Automobilwerks Kia Motors Slovakia bei Žilina zwischen 2004 und 2005 genoss die Anbindung nach Bratislava höchsten Vorrang und daher begann man im Oktober 2005 mit dem Bau der 8,5 km langen Strecke Dolný Hričov–Žilina, Strážov, die für slowakische Verhältnisse schnell verlief. Bereits im Januar 2007 wurde ein Teil im Halbausbau fertiggestellt und im Juni 2008 wurde die gesamte Strecke in vier Fahrspuren feierlich dem Verkehr freigegeben. Herzstück dieses Abschnitts ist die Hangbrücke über die bestehende Straße und Stausee Hričov mit einer Länge von 1.536 m. Die Baukosten betrugen fast genau 175 Mio. Euro, was damals etwa 6 Mrd. Slowakischen Kronen entsprach.

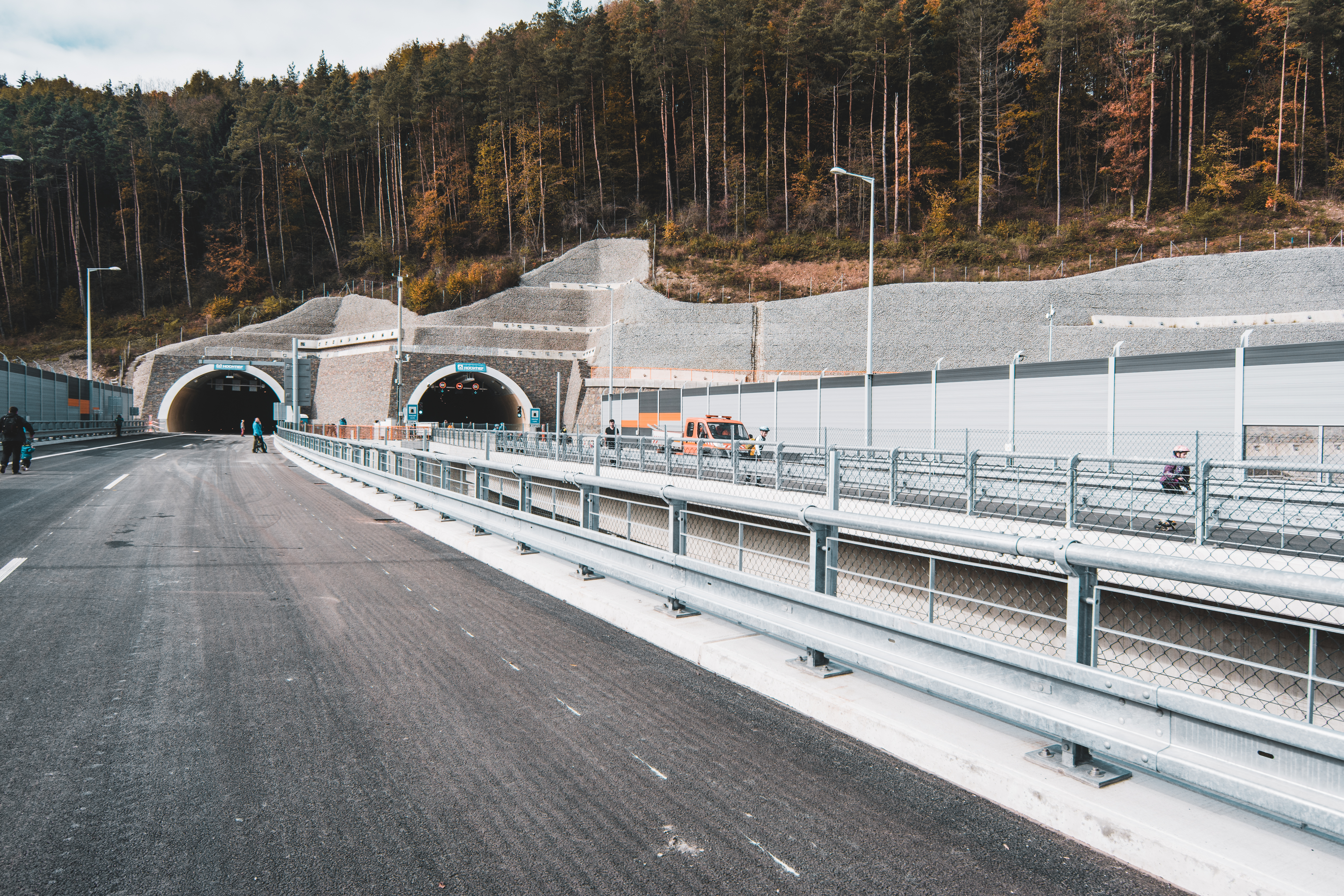
Tunnel Považský Chlmec am Tag der offenen Tür, Oktober 2017

Danach kam bis Oktober 2013 der Weiterbau der Autobahn zum Erliegen, als man mit dem Bau des 12,2 km langen Abschnitts Svrčinovec–Skalité angefangen hat, der mit dem o. g. Abschnitt Skalité–polnische Grenze im zweispurigen Ausbau am 10. Juni 2017 in Betrieb genommen wurde. Teil dieser Strecke sind zwei Tunnel – Svrčinovec (420 m) und Poľana (898 m) – sowie mehrere Großbrücken. Eine davon, die 593 m lange Talbrücke Valy nahe dem Dreiländerpunkt Slowakei-Tschechien-Polen, erreicht maximale Höhe von 84 m über dem Talgrund, womit sie zur höchsten Brücke der Slowakei wurde. Insgesamt hat allein dieser Abschnitt mit den Brücken Valy, Čadečka, Vŕšok und Rieka die vier höchsten Brücken der Slowakei. Die beiden Abschnitte kosteten rund 330 Millionen Euro. Am 2. Dezember 2017 wurde der Abschnitt Žilina, Strážov–Žilina, Brodno (4,25 km) dem Verkehr freigegeben, nach einer Bauzeit von dreieinhalb Jahren. Dieser Abschnitt besteht im Wesentlichen aus einer Großbrücke über den Stausee Hričov (Länge etwa 1,5 km), dem Tunnel Považský Chlmec (2.218 m) sowie der Brücke Brodno über die Kysuca (Länge 500 m). Die Baukosten beliefen sich auf 255 Millionen Euro. Als bisher letzte Teilstrecke ging der 5,67 km lange Abschnitt zwischen Čadca und Svrčinovec am 21. Dezember 2020 nach vierjähriger Bauzeit in Betrieb und bringt so eine erhebliche Verkehrsentlastung für die beiden Gemeinden. Der Abschnitt umfasst 19 Brücken und eine Trassierung entlang z. T. steiler Hänge. Der Bau kostete 239 Millionen Euro.

## Bauvorhaben und Planungen
Zur Vervollständigung fehlen ungefähr 22 Kilometer zwischen dem Autobahnende bei Žilina-Brodno und der zum größten Teil zweispurigen Teilstrecke von Oščadnica nach Skalité. Derzeit ist kein Abschnitt in Bau.

## Abschnitte
| Abschnitt                           | Länge     | Baubeginn     | Inbetriebnahme |
| ----------------------------------- | --------- | ------------- | --- |
| Dolný Hričov – Žilina, Strážov      | 8,479 km  | Oktober 2005  | 12. Januar 2007 (5,7 km im Halbausbau) 12. Dezember 2007 (5,7 km im Vollausbau, 1 km im Halbausbau) 6. Juni 2008 (vollständiger Vollausbau) |
| Žilina, Strážov – Žilina, Brodno    | 4,250 km  | Juli 2014     | 2. Dezember 2017 |
| Žilina, Brodno – Kysucké Nové Mesto | 11,200 km | 2026          | 2029 |
| Kysucké Nové Mesto – Oščadnica      | 10,790 km | 2026          | 2029 |
| Oščadnica – Čadca, Bukov            | 4,000 km  | April 1996    | 29. Oktober 2004 (Halbausbau) |
| Čadca, Bukov – Svrčinovec           | 5,670 km  | Dezember 2016 | 21. Dezember 2020 |
| Svrčinovec – Skalité                | 12,280 km | Oktober 2013  | 10. Juni 2017 (Halbausbau) |
| Skalité – Grenze SK/PL              | 3,180 km  | November 1997 | Januar 2006 (200 m an der Grenze) 10. Juni 2017 (ganze Strecke im Halbausbau)                                                               |

Legende:
| Abschnitt in Betrieb |
| Abschnitt in Bau     |
| Abschnitt in Planung |